# Nicolas Des Gallars
Nicolas Des Gallars ou Des Gallards, Gallasius en latin, seigneur de Saules, né près de Paris vers 1520 et mort en 1581, est un pasteur de l’Église réformée.

## Biographie
Des Gallars s’exila à Genève et y exerça les fonctions du ministère dès 1543. En 1545, il publie une Defensio de Guillaume Farel, à Genève, suivie d’une traduction en français de trois prospectus de Calvin (1545-1549). Ayant obtenu droit de bourgeoisie en 1551, il fut appelé, deux ans plus tard, à remplacer François Bourgoin à Jussy, presque aux portes de cette ville.
En 1557, le zèle pour la propagation de l’Évangile ayant mis François de Morel trop en évidence, celui-ci fut obligé de se retirer en Suisse, et l’église de Paris, lorsqu’elle envoya prier celle de Genève de lui donner un ministre. Des Gallars s’offrit à le remplacer. En route vers cette ville, il fut arrêté à Auxonne, avec le député qui l’amenait. Ce dernier, du nom de Nicolas de Rousseau, fut trouvé en possession de livres interdits. Amené à Dijon, il subit le martyre, tandis qu’on permettait à des Gallars, sur qui l’on ne trouva ni livres ni lettres qui le rendissent suspect, de continuer son chemin. Arrivé à son poste, la violence de la persécution contre les huguenots était telle qu’elle l’obligea bientôt à son tour à quitter Paris où il eut pour successeur, dès janvier 1558, Jean Macard, de Crau.
Dès cette époque, un grand nombre de Français se réfugiaient dans les pays étrangers. Ceux qui avaient cherché asile en Angleterre, y avaient établi depuis longtemps une église ; mais celle-ci avait été supprimée sous le règne de Marie la sanglante. À l’avènement au trône d’Élisabeth, les Français réfugiés purent à nouveau se réunir, et ils demandèrent à Genève un pasteur pour réorganiser leur église. Des Gallars, qui alors était retourné à Genève, leur fut envoyé en 1560, à la recommandation de Calvin qui l’avait en grande estime, pour organiser la branche française de l’Église des étrangers d’Angleterre.
Malgré ses disputes avec son collègue Pierre Alexandre, d’Arles, qui, comme commensal de l’archevêque Cranmer, avait dû fuir à Strasbourg pour échapper aux mesures de représailles de la reine Marie, avant de retourner en Angleterre après la mort de cette reine, Des Gallars remplit cette mission avec tout le succès désirable, publiant en 1561 la Forme de police ecclésiastique instituée à Londres en l’Église des Français.
La même année, Des Gallars fut choisi pour représenter la Réforme au colloque de Poissy où il joua, en compagnie de Bèze, un rôle important. On lui doit également, pour Edmund Grindal, alors évêque de Londres, un rapport de ce colloque, à l’issue duquel, il reprit le chemin de l’Angleterre.
Cependant sa santé ne s’accommodait pas du climat anglais, et Des Gallars revint sur le continent en 1563, et fut, l’année suivante, affecté comme ministre à l’église d’Orléans. En 1565, il fut choisi pour présider le cinquième Synode national qui se tint à Paris.
Des Gallars était encore à Orléans en 1568, lorsqu’il en fut chassé, avec les autres protestants. En 1570, il assista au Synode national de La Rochelle qui l’élut secrétaire, et qui le choisit parmi les plus distingués des théologiens de l’Église protestante alors en France, pour répondre aux livres des adversaires de la Réforme. Jeanne d’Albret, reine de Navarre, qui connaissait déjà son mérite et qui venait d’apprendre à mieux l’apprécier encore, le nomma son aumônier après la conclusion de l’assemblée.
En 1572, Des Gallars assista de nouveau au Synode national de Nîmes, qui l’accorda pour un an encore à la reine de Navarre. Il accompagna à Paris cette princesse dont ses ferventes prières adoucirent les derniers instants. Des Gallars ne survécut très vraisemblablement pas longtemps à la Saint-Barthélémy. Il a laissé un fils, prénommé Daniel, dont la destinée est inconnue. 
Ni nombreux ni importants, les ouvrages de Des Gallars sont tous très rares. C’est lui qui a réuni et publié en un volume les Opuscules de Calvin, et on le regarde comme l’auteur des Prières qui ont été placées à la suite des Psaumes traduits par Marot et Bèze. Ancillon affirme qu’il travailla aussi à l’Histoire ecclésiastique des églises réformées au royaume de France. La Bibliothèque de Zurich conserve plusieurs lettres de ce ministre relatives à ses querelles avec Pierre Alexandre. La Bibliothèque de Paris en possède une, qui fait partie du vol. 268 de la collection Dupuy. Il n’eut pas le temps d’achever un travail sur Cyprien semblable à celui qu’il avait entrepris sur Irénée.

## Publications
- Defensio pro Farello et collegis ejus adv. Petri Caroli theologastri calumnias, Genève, 1545, in-8°.
- Traduction latine du Traité de la Cène, de Calvin, 4 545, in-8°.
- Traduction latine du Traité des reliques, de Calvin (1548), lire en ligne in-8°.
- Traduction latine du Traité contre les Anabaptistes et les Libertins, de Calvin, 1549, in-8°.
- Responsio pro J. Calvino ad ineptias et convilia J. Cochlcei, Genève, 1549, in-8°.
- Commentaire de Calvin sur Esaïe, 1552, in-4°.Simmler cite Commentarius in Esaïam ex lectionibus et concionibus Calvini, Genève, in-fol., ce qui pourrait mener à conclure que Des Gallars publia aussi le texte latin ?
- Commentarii in Exodum, cum textu biblico, Genève, J. Crispin, 1560, in-fol.
- Forma politiæ ecclesiasticæ nuper institutæ Londini in cœtu Gallorum, Londres, 1564, in-4°.Selon Du Verdier, ce livre a été traduit en français, sous le titre : La forme de police ecclésiastique instituée à Londres en l’église des François, Londres, 1561, in-8°.
- (en) A briefe rehearsal of the doings at Poyssye in Fraunce, London, 1561, in-16.
- Notes sur le Nouveau Testament avec une préface, in-8°.Sénebier suppose que ce volume, dont le premier feuillet était déchiré dans le seul exemplaire qu’il ait vu, forme une partie du t. II de l’édition de la Bible donnée par Des Gallars (Gen. et Lyon, 4562, in-fol. et in-8°), qui y ajouta des notes. On sait, en effet, que Des Gallars a beaucoup travaillé sur les Livres saints. Outre les Commentaires cités plus haut,il a mis une Préface à la Bible de Genève, édit. de 1561, in-fol.; il a revu et annoté l’édit. de 1563, in-4°, et il a composé sur le Nouveau Testament une glose tirée presque entièrement, comme il l’avoue dans l’avertissement au lecteur, des expositions de ceux de son temps qui avaient le plus travaillé à éclaircir l’Écriture sainte.
- Traité de la divinité de J.-Ch. contre les Arriens, Orléans, 1565, in-8°.Traduction du latin de Calvin.
- De divinâ Christi essentiâ adv. Nearianos, Aurel., 1566, in-8°.Selon Sénebier, cet ouvrage parut la même année en français, à Lyon. Confusion possible avec le no XI.
- D. Iroenei opera cum aunotationibus, Paris, 1570, in-fol.Cette édition offre, de plus que les précédentes, une Préface exposant le plan de l’ouvrage et faisant ressortir l’utilité de la lecture des anciens docteurs; une table des tournures grecques qui se rencontrent dans Irénée ; un grand nombre de fragments récemment découverts ; des sommaires à chaque chapitre ; la citation en marge de tous les textes bibliques cités ; et des notes explicatives sur les endroits obscurs.

## Sources
- Pierre Bayle, Dictionnaire historique et critique, vol. 7, Paris, Desoer, 1820, 581 p. (lire en ligne), p. 5-6.
- E. Haag, La France protestante ou vies des protestants français qui se sont fait un nom dans l’histoire, depuis les premiers temps de la réformation jusqu’à la reconnaissance du principe de la liberté des cultes par l’Assemblée nationale, vol. 4, Genève, Joël Cherbuliez, 1853, 560 p. (lire en ligne), p. 244-6.
- Des Gallars, Nicolas, dans le Dictionnaire historique de la Suisse.